# マイケル・モース
マイケル・ジョン・モース（Michael John Morse, 1982年3月22日 - ）は、アメリカ合衆国フロリダ州フォートローダーデール出身の元プロ野球選手（外野手または一塁手）、野球解説者。愛称は「The Beast（ザ・ビースト）」。

## 経歴

### プロ入りとホワイトソックス傘下時代
2000年のMLBドラフトでシカゴ・ホワイトソックスから3巡目（全体82位）指名され、6月19日に契約。ルーキー級アリゾナリーグ・ホワイトソックスで45試合に出場し、2本塁打24打点5盗塁、打率.256だった。
2001年はアパラチアンリーグのルーキー級ブリストル・ホワイトソックスで57試合に出場し、打率.227・4本塁打・27打点・6盗塁だった。
2002年はA級カナポリス・インティミデイターズで113試合に出場し、打率.257・2本塁打・56打点・7盗塁だった。
2003年はA+級ウィンストン・セイラム・ワースホッグスで122試合に出場し、打率.245・10本塁打・55打点・4盗塁だった。
2004年はAA級バーミングハム・バロンズで54試合に出場し、打率.287・11本塁打・38打点だった。

### マリナーズ時代
2004年6月27日にフレディ・ガルシア、ベン・デービスとのトレードで、ミゲル・オリーボ、ジェレミー・リードと共にシアトル・マリナーズへ移籍した。移籍後はAA級サンアントニオ・ミッションズで41試合に出場し、打率.274・6本塁打・33打点だった。オフの11月19日にマリナーズとメジャー契約を結び、40人枠入りを果たした。
2005年3月16日にAAA級タコマ・レイニアーズへ配属され、開幕を迎えた。5月31日にメジャーへ昇格し、同日のトロント・ブルージェイズ戦でメジャーデビュー。7回裏に代打として出場し、1打数無安打1四球1三振だった。その後は正遊撃手として定着していたが、ユニエスキー・ベタンコートの台頭によって8月中旬から指名打者として起用され、9月からは主に左翼手として起用された。9月7日に当シーズンのメジャー9人目、マリナーズでは3人目となる薬物規定違反により、MLB機構から10日間の出場停止処分を言い渡された。2004年にも処分を受けており、その際は左足治療のため2003年11月にステロイド薬物を使用したことを認めていたが、今回の件については否認し異議申し立てを行った。この年は72試合に出場し、打率.278・3本塁打・23打点・3盗塁だった。
2006年2月26日にマリナーズと1年契約に合意。3月29日にAAA級タコマへ配属され、開幕を迎えた。5月20日にメジャーへ昇格。昇格後3試合目のテキサス・レンジャーズ戦で猛打賞を記録するなど打力が評価され、指名打者としての起用も増えたが、監督のマイク・ハーグローヴが「右の指名打者として居続けることは彼にとって良くないことだ。彼はまだ若い選手だし、レギュラー選手になるチャンスを持っている。そのためには打席に立たなければいけないが、ここ（メジャー）では打席に立つことができない。」として7月1日にAAA級タコマへ降格させた。降格後の7月3日に左膝の半月板損傷でマイナーリーグの故障者リスト入りし、7月31日に復帰した。8月14日にリッチー・セクソンが忌引リスト入りしたため、メジャーへ昇格。代打として2試合に出場したが、8月17日にセクソンが復帰したため、AAA級タコマへ降格した。8月27日に不調だった外野手のT.J.ボーンと入れ替わる形でメジャーへ昇格。昇格後は主に右翼手として起用された。この年は21試合に出場し、打率.372・11打点・1盗塁だった。
2007年3月2日にマリナーズと1年契約に合意。4月1日にAAA級タコマへ配属され、開幕を迎えた。開幕後はAAA級タコマとルーキー級アリゾナリーグ・マリナーズでプレー。AAA級タコマでは76試合に出場し、打率.309・6本塁打・39打点・5盗塁だった。登録枠が拡大された9月1日にメジャーへ昇格。昇格後は主に一塁手として起用され、9試合に出場。3打点、打率.444だった。
2008年3月3日にマリナーズと1年契約に合意。スプリングトレーニング中のオープン戦では25試合に出場し、打率.492・3本塁打・15打点・1盗塁と活躍。開幕後はブラッド・ウィルカーソンの不調もあり右翼手での出場機会を獲得し始めた矢先、4月13日に左肩を脱臼し、4月14日に15日間の故障者リスト入りした。9月1日に60日間の故障者リストへ異動し、そのままシーズンを終えた。この年は故障で5試合の出場にとどまり、打率.222だった。
2009年2月21日にマリナーズと1年契約に合意したが、4月1日に40人枠を外れ、AAA級タコマへ降格した。開幕後はAAA級タコマで66試合に出場し、打率.312・10本塁打・52打点だった。

### ナショナルズ時代
2009年6月28日にライアン・ランガーハンズとのトレードで、ワシントン・ナショナルズへ移籍。移籍後はAAA級シラキュース・チーフスで44試合に出場し、打率.339・6本塁打・34打点・2盗塁と活躍。8月17日にナショナルズとメジャー契約を結んだ。昇格後は主に代打として起用され、32試合に出場し、打率.250・3本塁打・10打点だった。
2010年は開幕ロースター入りし、開幕後は代打や守備固めとして起用されていたが、4月11日に左脹脛の故障で15日間の故障者リスト入りした。5月16日に復帰。復帰後は主に代打起用だったが、ナショナルズは開幕から前年にイライジャ・デュークスが抜けた右翼の穴をなかなか埋められず、内野手のクリスチャン・グーズマンが右翼を守るなど、非常事態が続いていたため、6月からモースが右翼手に起用された。その後は右翼手に固定され、シーズン終了までポジションを確保した。この年は98試合に出場し、打率.289・15本塁打・41打点だった。
2011年1月18日にナショナルズと1年契約に合意。前年オフに左翼手のジョシュ・ウィリンガムがオークランド・アスレチックスへ移籍したため、開幕後は左翼の守備に就いていた。5月まで打率.211以下と低迷していたが、5月に入るとアダム・ラローシュが故障で離脱したため、一塁手に転向。転向後は打撃の調子も上がり、6月に打率.300まで上昇した。8月下旬に左翼手へ復帰すると、28試合で打率.250とやや調子を落としたが、シーズン3割台をキープした。この年は自己最多の146試合に出場し、31本塁打95打点2盗塁、打率.303と自己最高の結果を残した。
2012年1月20日にナショナルズと2年契約を結んだ。開幕前の4月3日に右広背筋の故障で15日間の故障者リスト入りした。6月1日に復帰。復帰後は左翼手として起用されたが、8月から右翼手へ戻った。この年は102試合に出場し、打率.291・18本塁打・62打点だった。

### マリナーズ復帰
2013年1月16日にジョン・ジェイソら計5選手が絡む三角トレードで、古巣マリナーズに復帰した。開幕後はラウル・イバニェスが左翼手に固定されたため、主に右翼の守備に就いた。6月に一塁手のジャスティン・スモークが故障で離脱したため、一塁に転向。しかし6月22日に15日間の故障者リスト入りした。7月29日に故障者リストから外れた。その後は右翼の守備に復帰した。マリナーズでは76試合に出場し、打率.226・13本塁打・27打点だった。

### オリオールズ時代
2013年8月30日にゼイビア・エイブリーとのトレードでボルチモア・オリオールズへ移籍した。移籍後は12試合に出場し、打率.103に終わった。この年は2球団で88試合に出場し、打率.215・13本塁打・27打点だった。オフの10月31日にFAとなった。

### ジャイアンツ時代
2013年12月17日にサンフランシスコ・ジャイアンツと600万ドルの1年契約を結んだ。
2014年は前年正左翼手だったグレゴール・ブランコからポジションを奪取し、開幕から左翼の守備に就いていたが、5月に一塁手のブランドン・ベルトが故障で離脱したため、一塁も兼任することとなった。9月2日に故障で離脱し、10月1日にワイルドカードゲームのロースターから外れた。地区シリーズも欠場したが、チームはリーグチャンピオンシップシリーズに進出。モースも故障から復帰し、ロースター入りした。チャンピオンシップシリーズは4試合に出場したが、全て代打としての出場だった。ワールドシリーズでは守備に就かず、指名打者として先発起用された。この年は131試合に出場し、打率.279・16本塁打・61打点だった。オフの10月30日にFAとなった。

### マーリンズ時代
2014年12月17日にマイアミ・マーリンズと総額1600万ドルの2年契約を結んだ。

### パイレーツ時代
2015年7月30日にビクター・アロウホ、ジェフ・ブリガム、ケビン・グーズマンとのトレードで、マット・レイトスと共にロサンゼルス・ドジャースへ移籍したが、同日DFAとなり、翌31日にホセ・タバタ+金銭とのトレードでピッツバーグ・パイレーツへ移籍。
2016年4月13日にDFAとなり、21日に自由契約となった。

### ジャイアンツ復帰
2016年12月24日、古巣ジャイアンツとマイナー契約を結んだ。メジャーキャンプに招待選手として参加する。
2017年の開幕は故障のためマイナーで迎えたが、4月26日に昇格。同日のドジャース戦で8回裏に代打で登場すると、ジャイアンツ復帰初打席を同点となる本塁打を記録した。5月29日に起きた乱闘でジェフ・サマージャと交錯し、脳震盪を起こし、故障者リストに登録された。この5月29日が最後の出場試合となり、シーズン終了後の11月2日にフリーエージェント(FA)となった。

### 引退後
引退後は野球解説者となり、Mid-Atlantic Sports Network (MASN)のワシントン・ナショナルズの試合中継に出演している。

## 詳細情報

### 年度別打撃成績
| 年 度      | 球 団      | 試 合 | 打 席 | 打 数 | 得 点 | 安 打 | 二 塁 打 | 三 塁 打 | 本 塁 打 | 塁 打 | 打 点 | 盗 塁 | 盗 塁 死 | 犠 打 | 犠 飛 | 四 球 | 敬 遠 | 死 球 | 三 振 | 併 殺 打 | 打 率 | 出 塁 率 | 長 打 率 | O P S |
| ---------- | ---------- | ----- | ----- | ----- | ----- | ----- | -------- | -------- | -------- | ----- | ----- | ----- | -------- | ----- | ----- | ----- | ----- | ----- | ----- | -------- | ----- | -------- | -------- | ----- |
| 2005       | SEA        | 72    | 258   | 230   | 27    | 64    | 10       | 1        | 3        | 85    | 23    | 3     | 1        | 0     | 2     | 18    | 0     | 8     | 50    | 9        | .278  | .349     | .370     | .718  |
| 2006       | SEA        | 21    | 48    | 43    | 5     | 16    | 5        | 0        | 0        | 21    | 11    | 1     | 0        | 0     | 2     | 3     | 0     | 0     | 7     | 2        | .372  | .396     | .488     | .884  |
| 2007       | SEA        | 9     | 20    | 18    | 1     | 8     | 2        | 0        | 0        | 10    | 3     | 0     | 0        | 0     | 0     | 1     | 0     | 1     | 4     | 0        | .444  | .500     | .556     | 1.056 |
| 2008       | SEA        | 5     | 11    | 9     | 0     | 2     | 1        | 0        | 0        | 3     | 0     | 0     | 0        | 0     | 0     | 1     | 0     | 1     | 4     | 0        | .222  | .364     | .333     | .697  |
| 2009       | WSH        | 32    | 55    | 52    | 4     | 13    | 3        | 0        | 3        | 25    | 10    | 0     | 0        | 0     | 0     | 3     | 0     | 0     | 16    | 1        | .250  | .291     | .481     | .772  |
| 2010       | WSH        | 98    | 293   | 266   | 36    | 77    | 12       | 2        | 15       | 138   | 41    | 0     | 1        | 0     | 1     | 22    | 1     | 4     | 64    | 6        | .289  | .352     | .519     | .870  |
| 2011       | WSH        | 146   | 575   | 522   | 73    | 158   | 36       | 0        | 31       | 287   | 95    | 2     | 3        | 0     | 4     | 36    | 5     | 13    | 126   | 9        | .303  | .360     | .550     | .910  |
| 2012       | WSH        | 102   | 430   | 406   | 53    | 118   | 17       | 1        | 18       | 191   | 62    | 0     | 1        | 0     | 4     | 16    | 0     | 4     | 97    | 14       | .291  | .321     | .470     | .791  |
| 2013       | SEA        | 76    | 307   | 283   | 31    | 64    | 13       | 0        | 13       | 116   | 27    | 0     | 0        | 0     | 1     | 20    | 1     | 3     | 80    | 10       | .226  | .283     | .410     | .693  |
| 2013       | BAL        | 12    | 30    | 29    | 3     | 3     | 0        | 0        | 0        | 3     | 0     | 0     | 0        | 0     | 0     | 1     | 0     | 0     | 7     | 2        | .103  | .133     | .103     | .237  |
| '13計      | BAL        | 88    | 337   | 312   | 34    | 67    | 13       | 0        | 13       | 119   | 27    | 0     | 0        | 0     | 1     | 21    | 1     | 3     | 87    | 12       | .215  | .270     | .381     | .651  |
| 2014       | SF         | 131   | 482   | 438   | 48    | 122   | 32       | 3        | 16       | 208   | 61    | 0     | 0        | 0     | 1     | 31    | 0     | 9     | 121   | 19       | .279  | .336     | .475     | .811  |
| 2015       | MIA        | 53    | 174   | 160   | 8     | 34    | 4        | 0        | 4        | 50    | 12    | 0     | 0        | 0     | 0     | 12    | 0     | 2     | 55    | 6        | .213  | .276     | .313     | .588  |
| 2015       | PIT        | 45    | 82    | 69    | 6     | 19    | 3        | 1        | 1        | 27    | 7     | 0     | 0        | 0     | 0     | 11    | 0     | 2     | 21    | 4        | .275  | .390     | .391     | .782  |
| '15計      | PIT        | 98    | 256   | 229   | 14    | 53    | 7        | 1        | 5        | 77    | 19    | 0     | 0        | 0     | 0     | 23    | 0     | 4     | 76    | 10       | .231  | .313     | .336     | .649  |
| 2016       | PIT        | 6     | 8     | 8     | 0     | 0     | 0        | 0        | 0        | 0     | 0     | 0     | 0        | 0     | 0     | 0     | 0     | 0     | 2     | 0        | .000  | .000     | .000     | .000  |
| 2017       | SF         | 24    | 40    | 36    | 1     | 7     | 1        | 0        | 1        | 11    | 3     | 0     | 0        | 0     | 1     | 3     | 0     | 0     | 14    | 1        | .194  | .250     | .306     | .556  |
| 通算：13年 | 通算：13年 | 832   | 2813  | 2569  | 296   | 705   | 139      | 8        | 105      | 1175  | 355   | 6     | 6        | 0     | 19    | 178   | 7     | 47    | 668   | 83       | .274  | .331     | .457     | .788  |

### 背番号
- 12（2005年 - 2008年）
- 38（2009年 - 2015年途中、2017年）
- 31（2015年途中 - 2016年）